# Седельников, Александр Андреевич
Александр Андреевич Седельников  (1914—1947)— участник Великой Отечественной войны, полный кавалер ордена Славы.

## Биография
Родился в 1914 году в селе Веденовка ныне Бурабайского района Акмолинской области Казахстана, в семье крестьянина. Русский. Окончил 4 класса. Работал в колхозе. Перед войной жил и работал в городе Атбасар Акмолинской области.
В феврале 1942 года был призван в Красную Армию Атбасарским райвоенкоматом. С сентября 1942 года участвовал в боях с захватчиками. Воевал на Белорусском, 2-м Белорусском фронтах.
К осени 1943 года — командир расчета 120-мм миномета 830-го стрелкового полка 238-й стрелковой дивизии. В составе этого полка прошел до конца войны. В ноябре 1943 года получил первую боевую награду — медаль «За боевые заслуги».
13-14 августа 1944 года в боях за крепость Осовец (деревня в Подляском воеводстве Польши) сержант Седельников со своим расчетом обеспечил своевременное и четкое ведение огня по выявленным целям. Его расчет уничтожил 3 огневые очки и свыше 20 гитлеровцев, чем обеспечил продвижение пехоты вперед. Был представлен к награждению орденом Красной Звезды.
Приказом по частям 238-й стрелковой дивизии от 7 сентября 1944 года (№ 205/н) сержант Седельников Александр Андреевич награжден орденом Славы 3-й степени.
1 сентября 1944 года в боях за город Ломжа (Подляское воеводство, Польша) сержант Пономарев со своим расчетом при отражении контратаки противника подавил огонь четырех пулеметных точек и противотанковой пушки, что дало возможность продвинуться вперед стрелковым подразделениям. Был представлен к награждению орденом Красной Звезды.
Приказом по войскам 49-й армии от 26 октября 1944 года (№ 139/н) сержант Седельников Александр Андреевич награжден орденом Славы 2-й степени.
В период боевых действий на территории в Вост. Пруссии и на западном берегу реки Висла 20 января по 12 февраля 1945 года старший сержант Седельников, командуя минометным расчетом, поддерживал огнем продвижение нашей пехоты, накрыл много огневых точек врага. Только в одном бою 12 февраля за населенный пункт Бремин (северо-западнее города Свеце, Польша) его расчет подавил огонь 3 пулеметов. Был представлен к награждению орденом Отечественной войны 2-й степени, но командир дивизии изменил статус награды на орден Славы 1-й степени.
В 1945 году был демобилизован.
Жил в городе Уфа (Башкирия). Работал шофером. Умер 24 июля 1947 года.

## Награды
- Орден Славы 1 степени (29 июня 1945);[1]
- Орден Славы 2 степени (26 октября 1944—№ 23698);[2]
- Орден Славы 3 степени (7 сентября 1944—№ 321347);[3]
- Орден Отечественной войны 2 степени (4 июня 1945);[4]
- Медаль «За боевые заслуги» (29 ноября 1943).[5]